# 거대다시마
거대다시마(영어: giant kelp)는 다시마과 거대다시마속에 속하는 갈조류의 일종이다. 바하칼리포르니아반도에서 알래스카 해안에 이르기까지 북미 서부 태평양 해안에 가장 흔하며, 남미, 남아프리카, 호주, 뉴질랜드 근해에서도 발견된다. 각 개체는 하루에 60 cm 속도로 자라 최대 신장이 45 미터를 넘는다. 거대다시마 군락은 바닷속에 숲과 같은 해중림을 형성하며, 많은 해양동물들의 먹이 또는 보금자리가 된다. 생김새와 달리 식물이 아니고 부등편모조류에 속한다. 인간들은 주로 알긴산 채취를 위해 채집한다. 드물지만 식용으로 먹을 수도 있다. 요오드와 칼륨 등 무기질이 풍부하다.